# Meghan Trainor
Meghan Elizabeth Trainor (Nantucket, Massachusetts, 1993. december 22. –) Grammy-díjas amerikai énekesnő, dalszövegíró, zenész és zenei producer. Első kislemeze, az „All About That Bass” gyorsan Billboard Hot 100 sikerlista élére került, és nagy sikert aratott nemcsak az Egyesült Államokban, hanem az egész világon. Ezzel 2014 egyik legnagyobb slágere lett.
2014-ben az Epic Records-szal szóló lemezmegállapodás aláírása után Trainor kiadta „Title” (2015) című albumát, melynek köszönhetően felemelkedett.
Az 1950-es és 1960-as évek zenéje kiemelkedően befolyásolták Trainor zenéjét. A dalszövegek témái közé tartoznak a modern nőiség tárgyai. Trainor munkáit több díj is elismerte, köztük egy Grammy-díj, és két Billboard Music Awards díj.

## Élete
Meghan Trainor 1993. december 22-én született Nantucketben, Massachusetts államban, Kelli Anne és Gary Trainor gyermekeként. Van egy Ryan és egy Justin nevű testvére. Már hatévesen a templomban énekelt, majd 11 éves korában írt először zenét. Korai karrierlehetőségét a zenei családba való születésnek tulajdonítja. Apja zenész és orgonista volt egy metodista egyházban. 13 évesen Trainor megírta első dalát, a „Give Me a Chance”-t. Nyolcadik osztályos korában családja elhagyta Nantucket-et. Trainor a Cape Cod-i Nauset High School-ba járt középiskolába, ahol többek között az NRBQ gitárosától, Johnny Spampinatótól tanult gitározni. Ezenkívül trombitált is az iskola jazz zenekarában. A helyi zenekarban is szerepelt, négy évig az „Island Fusion” énekese volt. Tinédzser korában, szülei arra ösztönözték, hogy vegyen részt dalszerző konferenciákon, és olyan helyszínekre vitték, ahol a produkciós cégek új művészeket és dalszerzőket kerestek. Később egy olyan otthoni stúdióban dolgozott, amelyet a szülei készítettek neki. 18 évesen saját dalaiból három albumot adott ki a maga erejéből, és ezek segítségével szerződést kötött a „Big Yellow Dog Music” nevű kiadóval. Nem sokkal utána átigazolt az Epic Records-hoz.

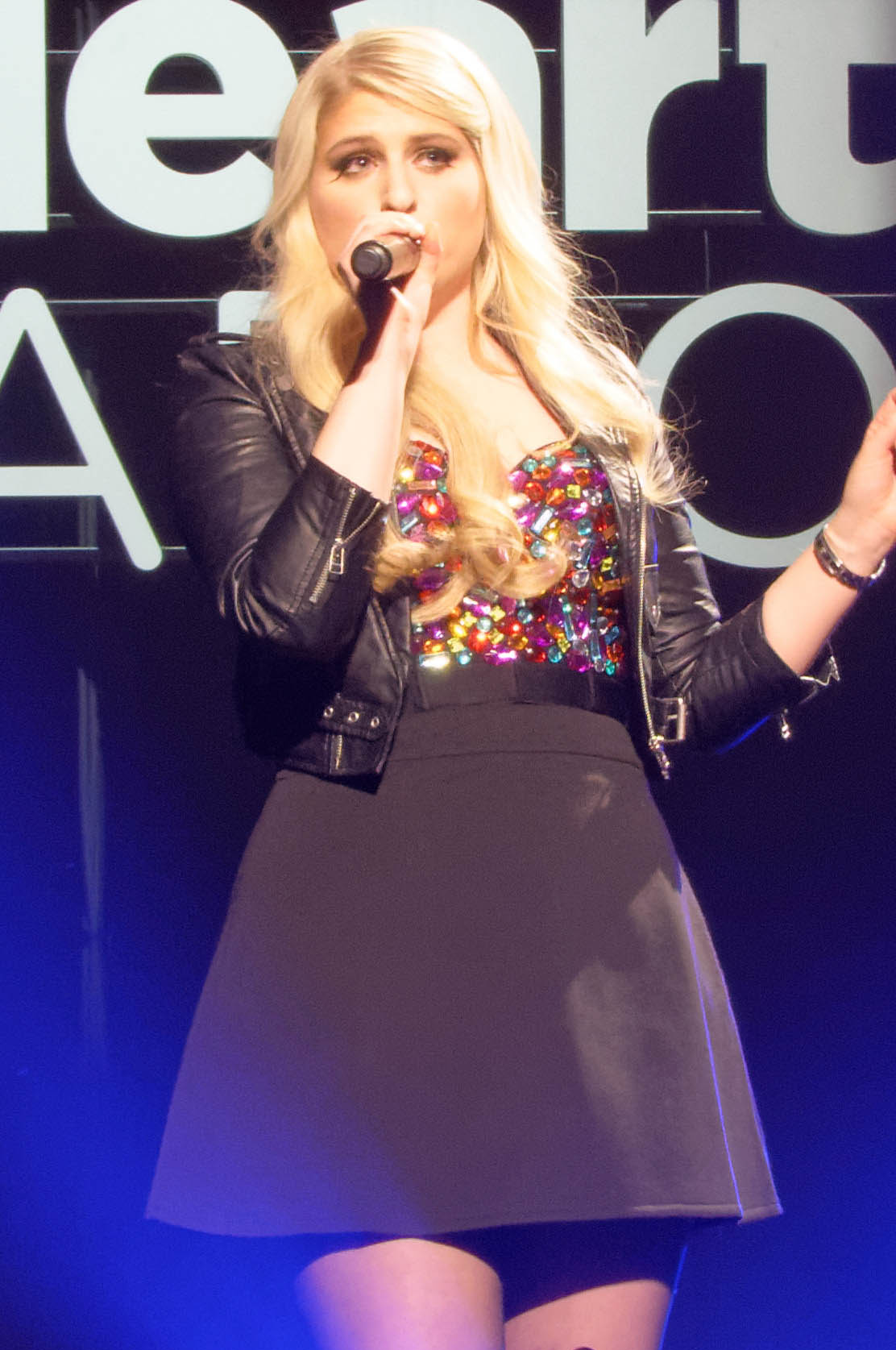
Meghan Trainor 2014-ben

## Zenei karrierje
Meghan életének legnagyobb részét addig is a zene töltötte ki, amíg 2014-ben, húszéves korában el nem érte első sikerét az "All About That Bass" című számmal, amiben büszkén kijelenti, hogy "nem egy szilikon barbie baba," és hogy "tetőtől talpig minden porcikája tökéletes". Ezzel főleg azoknak üzent, akik megjegyzéseket tettek a külsejére. A szám videóklipjét több. mint másfélmilliószor nézték meg a YouTube-on, a bemutatást követő első hónapban, és mivel nyolc hetet töltött amerikai listák tetején, ötszörös platina lett, és több, mint négymillió példányban adták el csak amerikában. A nemzetközi értékesítést tekintve pedig hatmillió darab kelt el a világon. A "Lips Are Moving" című dala ugyan nem ért el ekkora sikert, de dupla platinájával jól megágyazott az első nagylemeznek, a Title-nek, ami számos országban nagy siker lett.

## Diszkográfia

### Nagylemezek
| Album              | Kiadó          | Megjelenés dátuma |
| ------------------ | -------------- | ----------------- |
| I'll Sing With You | Meghan Trainor | 2011. január 31.  |
| Title              | Epic Records   | 2015, január 9.   |
| Thank You          | Epic Records   | 2016. május 13.   |
| Treat Myself       | Epic Records   | 2020. január 31.  |

### Középlemezek
| Album          | Kiadó        | Megjelenés dátuma   |
| -------------- | ------------ | ------------------- |
| Title          | Epic Records | 2014. szeptember 9. |
| The Love Train | Epic Records | 2019. február 8.    |

### Kislemezek
- All About That Bass (2014)
- Lips Are Movin' (2014)
- Dear Future Husband (2015)
- Like I'm Gonna Lose You (2015)
- No (2016)
- Me Too (2016)
- Better (2016)
- I'm A Lady (2017)
- No Excuses (2018)
- Let You Be Right (2018)
- Can't Dance (2018)
- Just Got Paid (2018)
- Hey DJ (2018)
- All The Ways (2019)
- With You (2019)
- Wave (2019)
- Nice To Meet Ya (2020)

## Díjai
Itt csak azok a díjai szerepelnek, amiket megnyert.
| Év   | Díj                                    | Jelölt                 | Díjátadó                  |
| ---- | -------------------------------------- | ---------------------- | ------------------------- |
| 2016 | A legjobb dal, ami mosolygásra késztet | Better When I'm Dancin | Radio Disney Music Awards |
| 2016 | Legjobb új előadó                      | Meghan Trainor         | Grammy-díj                |
| 2016 | Kedvenc album                          | Title                  | People's Choice Awards    |
| 2015 | 50 előadó akit látnod kell             | Meghan Trainor         | YouTube Music Awards      |

## Fordítás
- Ez a szócikk részben vagy egészben  a   Meghan Trainor című angol Wikipédia-szócikk fordításán alapul.  Az eredeti cikk szerkesztőit annak laptörténete sorolja fel. Ez a jelzés csupán a megfogalmazás eredetét és a szerzői jogokat jelzi, nem szolgál a cikkben szereplő információk forrásmegjelöléseként.